# Neofolk
Neofolk, også kendt som post-industrial eller apokalyptis folk, er en form for eksperimentel musik, der blander elementer fra moderne folkemusik og industriel musik, som opstod i punk rock-cirkler i 1980'erne. Neofolk er enten udelukkende akustisk eller kombinerer akustiske folkeinstrumenter med andre lyde.

## Notable kunstnere
- Andrea Haugen[2]
- Ataraxia[3]
- Blood Axis
- Camerata Mediolanense[2]
- Current 93[4]
- Death in June[4][5]
- Der Blutharsch
- Empyrium
- Fire + Ice[4]
- Harvest Rain[6]
- Havnatt
- Kentin Jivek
- Kirlian Camera[4]
- The Moon lay hidden beneath a Cloud[7]
- Moulettes[8]
- Naevus
- Nature and Organisation
- Nest[9]
- Neun Welten
- Of the Wand & the Moon[4]
- Oniric[10]
- Ordo Equitum Solis
- Ordo Rosarius Equilibrio[11]
- Orplid[4][12]
- Ostara
- Rome[13]
- Romowe Rikoito
- Sorrow[4]
- Sol Invictus[4]
- Sonne Hagal[14]
- Sturmpercht
- Spiritual Front[15]
- Tenhi[16]
- Von Thronstahl
- Werkraum